# Банковская система Италии
Банковское дело в Италии является одной из крупных отраслей экономики Италии. В 2022году в Италии действовало 1234 банков, 33 974 отделения, и было занято 328 582 работника.

## История
Банковское дело на территории Италии зародилось в Древнем Риме в III веке до нашей эры. Первыми банкирами были аргентарии (лат. argentarius). Они представляли собой частных менял, которым поручали торговые и денежные дела. Также в Древнем Риме существовали общественные банкиры, занимавшиеся банковским делом под покровительством государства, их называли мензариями (лат. mensarius) и нуммулариями (лат. nummularius). В обязанности мензариев входили оценка качества монет и забота о размещении государственных денег. В то же время мензарии также, как и аргентарии, занимались частными делами и комиссиями. Нуммуларии являлись нижестоящей должностью, в обязанности которой входили мена и выдача денег. Они тоже могли заниматься частными делами.
Круг обязанностей банкиров был разнообразен. Они занимались обменом валют, принимали деньги на хранение, выдавали кредит. Многие римские граждане поручали им даже управление всем своим состоянием. Банкиры должны были составлять отчёты о платежах, которые они производили от имени верителей на основании данного им поручения или полномочия. Все операции банкиры записывали в книгу текущих счетов. Каждая страница в данной книге была разделена на две части: дебет и кредит, что позволяло в любое время свести счета. Все записи в книге имели силу перед судом. Также банкиры занимались торговыми делами, участвовали в аукционах как протоколисты. Частные банкиры, равно как и общественные, составляли замкнутую корпорацию и имели свои бюро на форуме у храма Кастора, в особых лавках, которые устраивали цензоры.
Наибольшее развитие банковская деятельность получила в Италии в XII веке во Флоренции и Венеции. В это время создаются первые общественные банки в Италии. В Венеции в 1171 году по случаю принудительного займа республики была учреждена так называемая «заёмная камера» (итал. camèra di imprestidi), которая, как считают историки, положила начало Венецианскому банку, основанному впоследствии декретом сената 28 декабря 1584 года. Заёмная камера ведала государственным долгом Венеции, она вела книги, куда записывались имена кредиторов государства и в которых отмечалась всякая передача из рук в руки облигаций государственного долга.
Дальнейшее развитие банков привело к участию государства в их деятельности. В 1407 году путём слияния многих товариществ — кредиторов правительства был образован Банк святого Георгия в Генуе, ставший кредитором Республики. В качестве капитала ему были уступлены таможенные и другие государственные доходы. Банк пользовался большими привилегиями.
В это же время начинают появляться и первые кредитные учреждения. В разных итальянских городах с целью предоставления кредита нуждающимся классам возникают так называемые монте ди пьета. Капитал их обыкновенно образовывался из частных или общественных пожертвований. Первое такое учреждение возникло с утверждения папы в Орвието в 1463 году, второе — в Перуджии в 1467 году. В 1472 году был учреждён банк в Сиене Монте дей Паски ди Сиена, работающий до сих пор и являющийся самым старым из существующих в настоящее время банков. Эти учреждения взимали по ссудам проценты только для покрытия своих издержек, но не вправе были извлекать для себя какие-либо выгоды.
До XIII века банковское дело в Италии не регулировалось законодательно. Первый закон был принят в Венецианской республике в 1270 году. Данный закон обязывал банкиров вносить торговому консулу залог суммой 3 тысячи лир. В 1318 году залог увеличился до 5 тысяч лир. Закон 1374 года запрещал торговлю железом, сталью, медью, серебром и шафраном. Закон был отменён в 1380 году, но и после отмены закона банкирам запрещалось торговать медью и серебром.
В 1403 году новый закон давал банкирам право вести морскую и сухопутную торговлю на сумму, не превышавшую более чем в 1,5 раза сумму денежных ссуд, выдаваемых ими правительству. Этим законом пытались заставить банкиров выдавать республике значительные денежные суммы, что и удалось достигнуть: банкиры стали отдавать большую часть вкладов своих клиентов правительству. В 1455 году залог для банков увеличился до 20 тысяч дукатов, а в 1523 году — до 25 тысяч. Принятые постановления привели к упадку в банковском деле в Венеции: банкиры часто проводили рискованные операции в торговле и давали большие ссуды Венецианскому правительству.
В 1539 году был учреждён Банк Неаполя, в наше время считающийся одним из старейших банков в мире. В 1584 году в Венеции был учреждён общественный банк под названием «Banca della Piaza de Rialto». В это время банковское дело было объявлено монополией Венецианской республики и частным лицам воспрещалось учреждать банки, но вскоре это запрещение отменили. В 1619 году Банк Риальто был назван «Вanca del Giro», то есть банк, осуществляющий безналичные расчёты.
Впоследствии развитие банковской системы происходило за счёт появления новых жиробанков и депозитных коммерческих банков, возникновения сберегательных касс, ипотечных и деловых банков, создания сети кредитно-финансовых учреждений. В 1893 году появился Итальянский национальный банк, который получает право монопольной эмиссии банкнот с 1926 года и начинает выполнять функции центрального банка страны.
Кризис 1930-х годов серьёзно затронул банковскую систему, что вынудило государство произвести национализацию значительной части банков и сформировать в качестве высших органов кредитной системы два института — Межминистерский комитет по кредитам и сбережениям и центральный эмиссионный банк — Банк Италии. С начала 1980-х годов начинается постепенная приватизация коммерческих банков, в результате чего доля государства в таких банках снизилась до 51 % в ходе эмиссии ценных бумаг и реализации их на бирже.

## Современная банковская система
Современная банковская система Италии сложилась в 1920 − 1930-х годах. Кредитно-банковская система Италии состоит из двух уровней: первый уровень системы представлен центральным банком — Банком Италии, второй уровень — коммерческими и специализированными банками.

### Центральный банк Италии
Центральным банком Италии является Банк Италии, основанный в 1893 году. С 1926 года Банк Италии стал единственным банком в стране, имеющим право выпуска национальной валюты. В том же году он получил право контроля над кредитной системой страны и курсом лиры. В 1936 году на основании Закона о банковской деятельности, принятого в этом же году, на Банк Италии были возложены функции центрального банка. В настоящее время, в связи с образованием Европейской системы центральных банков, Банк Италии является организацией, претворяющей в жизнь политику Европейского центрального банка.

### Специализированные банки

#### Народные банки
Народные банки (итал. banca popolare) представляют собой кооперативные банки, занимающиеся кредитованием малого и среднего предпринимательства. В правовом отношении на них распространяются положения, установленные для кооперативных учреждений, в частности, ограничен размер паёв участников, каждый участник может пользоваться только одним голосом независимо от размеров пая. На 30 июня 2010 года в Италии действовало 103 народных банка, работало 9586 отделений и было занято 83 500 человек. Народные банки объединены в Национальную ассоциацию народных банков, их деятельность координируется Итальянским центральным институтом народных банков.

#### Сберегательные кассы
Сберегательные кассы (итал. cassa di risparmio) в Италии занимаются аккумуляцией мелких сбережений населения. Первая сберегательная касса Cassa di Risparmio di Venezia появилась 12 января 1822 года в Венеции. Впоследствии они распространились по всем провинциям Италии. В 1880 году в Италии работало 183 кассы, в 1927 году их насчитывалось уже 204. Позднее начался процесс слияния банков, что привело к их значительному сокращению. На декабрь 2010 года в Италии работало 87 сберегательных касс.
Основными операциями сберегательных касс выступают: приём вкладов, расчётные безналичные операции, краткосрочное кредитование, что даёт им возможность быть реальными конкурентами коммерческих банков. Деятельность сберегательных касс регламентирована уставами. Например, им запрещено заниматься спекулятивными операциями, а по инвестициям требуются гарантии. Они не могут выдавать заёмщику кредит, превышающий пятую часть их резервов.
Сберегательные банки объединены в Ассоциацию сберегательных касс Италии (итал. Associazione delle Casse di Risparmio Italiane), которая является официальным представителем их интересов и осуществляет консультационные услуги.
| Ранг | Компания                           | Рыночная капитализация (млрд долларов США) |
| ---- | ---------------------------------- | ------------------------------------------ |
| 1    | Intesa Sanpaolo                    | 44,67                                      |
| 2    | UniCredit                          | 43,95                                      |
| 3    | Banca Monte dei Paschi di Siena    | 9,95                                       |
| 4    | UBI Banca                          | 7,91                                       |
| 5    | Banca Carige                       | 4,61                                       |
| 6    | Banco Popolare                     | 3,94                                       |
| 7    | Banca Popolare dell'Emilia Romagna | 3,39                                       |
| 8    | Banca Popolare di Sondrio          | 2,91                                       |
| 9    | Banca Popolare di Milano           | 2,42                                       |
| 10   | Credito Emiliano                   | 2,15                                       |
| 11   | Credito Valtellinese               | 1,34                                       |

## Интересные факты
- На севере Италии несколько банков выдают кредиты под залог сыра пармезан. Такой способ кредитования начали применять в 1950-х годах, он позволяет сыроделам избежать финансовых трудностей в период созревания сыра. Одним из банков, выдающих ссуды под «сырное обеспечение», является банкирский дом Credito Emiliano[12].